# Walking on a Thin Line
Walking on a Thin Line (englisch etwa für ‚Auf einem schmalen Grat bewegen‘) ist das dritte Album der deutschen Rockband Guano Apes.

## Entstehung
Drei Jahre sind vergangen, ehe das dritte Album Walking on a Thin Line veröffentlicht wurde. Geplant war es schon für Sommer 2002, jedoch verzögerte sich die Produktion und im Februar 2003 wurde das Album schließlich veröffentlicht. Im Sommer 2002 waren die Guano Apes noch auf Europa-Tour. Die ersten Songs wurden in Hannover und Celle aufgenommen. Ende Juli 2002 waren sie mit den eigentlichen Aufnahmen für das Album fertig. Nebenbei spielten sie noch auf einigen Open-Air-Festivals in Portugal und Russland. Im August und September 2002 stellte die Band in Studios in Köln und im H.O.M.E. Studio Hamburg ihr Album fertig. Am 12. September präsentierten sie fünf fertiggestellte Songs des Albums einigen Journalisten.

## Titelliste „Jewel Case“
1. You Can’t Stop Me – 3:11
2. Dick – 2:43
3. Kiss the Dawn – 5:19
4. Pretty in Scarlet – 4:07
5. Diokhan – 3:33
6. Quietly – 3:38
7. High – 3:24
8. Sing That Song – 3:02
9. Scratch the Pitch – 3:48
10. Plastic Mouth – 4:04
11. Storm – 3:47
12. Sugar Skin – 4:11

## Titelliste „Digipack“
1. You Can’t Stop Me – 3:11
2. Dick – 2:43
3. Kiss the Dawn – 5:19
4. Pretty in Scarlet – 4:07
5. Diokhan – 3:33
6. Electric Nights – 3:27
7. Quietly – 3:38
8. High – 3:24
9. Sing That Song – 3:02
10. Scratch the Pitch – 3:48
11. Plastic Mouth – 4:04
12. Counting the Days – 3:39
13. Storm – 3:47
14. Sugar Skin – 4:11

## Singles

### You Can’t Stop Me
Die erste Single ist You Can’t Stop Me und wurde am 6. Januar 2003 veröffentlicht. In Deutschland landete sie auf Platz zehn der Singlecharts. Als Zusatzsongs befinden sich auf der Single Scratch the Pitch, Dick, Trumpet Song und Plastic Mouth als G-Ball & Kaa-Mix. Ebenfalls ist ein Multimediapart vorhanden. Die Single wurde auch als 3-Track-Standard-Maxi veröffentlicht. Der Erstname dieses Songs war Road Song, wurde aber später in You Can’t Stop Me umbenannt. Das Video spielt im Zirkus Wilhelm in der Nähe von Berlin. Der Inhalt des Videos ist es, eine Band dort spielen zu lassen, wo sie eigentlich nie spielen würde. Im Video sind die Guano Apes in verschiedenen Rollen zu sehen. Dennis ist ein Messerwerfer, Henning ein Feuerspucker und Stefan springt am Ende des Videos aus der Manege. Der Regisseur war Joern Heitmann.

### Pretty in Scarlet
Mit Pretty in Scarlet, erschien am 7. April 2003 die zweite Single aus Walking On a Thin Line. Die höchste Chartposition in Deutschland war Platz 51. Als Zusatzsongs befinden sich auf der Single You Can’t Stop Me als G-Ball & Kaa-Remix, Pretty in Storm als G-Ball & Kaa-Remix und Pretty in Scarlet als Album-Version. Ebenfalls ist ein Multimediapart vorhanden. Sie wurde auch als 3-Track Standard-Maxi veröffentlicht. Dieser Song ist einer der wenigen Balladen der Band und wurde in den Home-Studios in Hamburg eingespielt. Es war einer der ersten Songs des Albums. Am Ende des Songs sind Zeilen aus drei älteren Titeln der Guano Apes zitiert und komplett in Pretty in Scarlet integriert. Das Video wurde im März 2003 in Potsdam gedreht. Auch hier war Joern Heitmann Regisseur.

### Quietly
Die dritte Single Quietly wurde am 21. Juli 2003 veröffentlicht. Die höchste Chartposition in Deutschland war Platz 51. Als Zusatzsongs befinden sich auf der Single Cream Over Moon, Allies, You Can’t Stop Me und Pretty in Scarlet (Live). Ein Multimediapart ist ebenfalls vorhanden. Sie wurde auch als 3-Track-Standard-Maxi veröffentlicht. Die Guano Apes befanden sich nach einer sechswöchigen Pause nach dem Bizarre-Festival 2001 im Oktober in einer Songwriting-Phase. Quietly entstand aus Versehen, bzw. einer etwas verstimmten Gitarre. Henning Rümenapp spielte den schrägen Quietscher auf der Gitarre, so bekam er den Titel „Quietschy“. Ende Januar 2002 spielten sie das erste Demo von Quietly ihrem Produzenten Fabio Trentini vor. In der ersten Session für das Album im März 2002 im Horus-Studio in Hannover nahmen sie noch Scratch the Pitch und Diokhan auf. Das Video zu Quietly wurde auf einem Mohnfeld in der Nähe von Berlin gedreht. Regie führte abermals Joern Heitmann.

## Auszeichnungen für Musikverkäufe
| Land/Region        | Auszeichnungen für Musikverkäufe (Land/Region, Auszeichnung, Verkäufe) | Verkäufe |
| ------------------ | ---------------------------------------------------------------------- | -------- |
| Deutschland (BVMI) | Gold                                                                   | 100.000  |
| Portugal (AFP)     | Silber                                                                 | 10.000   |
| Insgesamt          | 1× Silber · 1× Gold ·                                                  | 110.000  |